# دير الطبيش (الحديدة)
دير الطبيش هي إحدى قرى مديرية القناوص، التابعة لمحافظة الحديدة اليمنية، بلغ تعداد سكانها 1289 نسمة حسب الإحصاء الذي أجري عام 2004.